# St. Jost (Langenfeld)

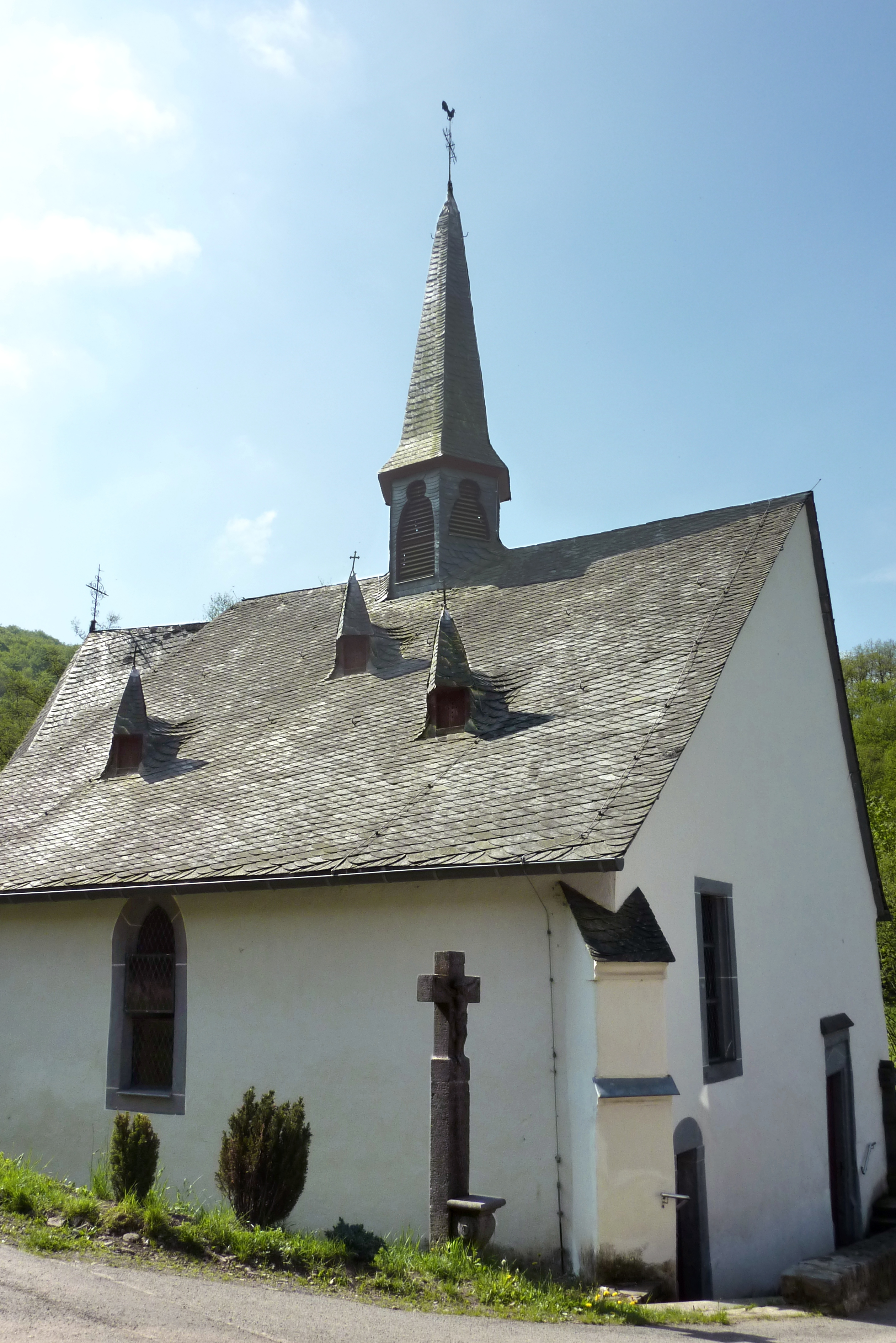
Wallfahrtskapelle St. Jost in Langenfeld

Die Wallfahrtskapelle St. Jost in Langenfeld, einer Ortsgemeinde im Landkreis Mayen-Koblenz in Rheinland-Pfalz, wurde um 1400 errichtet. Sie steht im Ortsteil St. Jost im Nitztal.

## Geschichte
Die dem heiligen Jodokus (kurz „Jost“) geweihte Wallfahrtskapelle ist eine spätgotische Kapelle mit barockem Altar. Erbaut wurde sie vom Grafen Philipp von Virneburg; ein Schlussstein im Gewölbe der Kapelle zeigt das Wappen des Grafen. Erstmals urkundlich erwähnt ist die Kapelle im Jahr 1436 in einer Grenzbeschreibung. St. Jost ist seit Jahrhunderten Ziel von Wallfahrten, allerdings wurden 1804 im Zuge der Säkularisation die Gottesdienste für einige Zeit eingestellt und die Kapelle als Scheune und Stall verwendet.

## Bau und Ausstattung

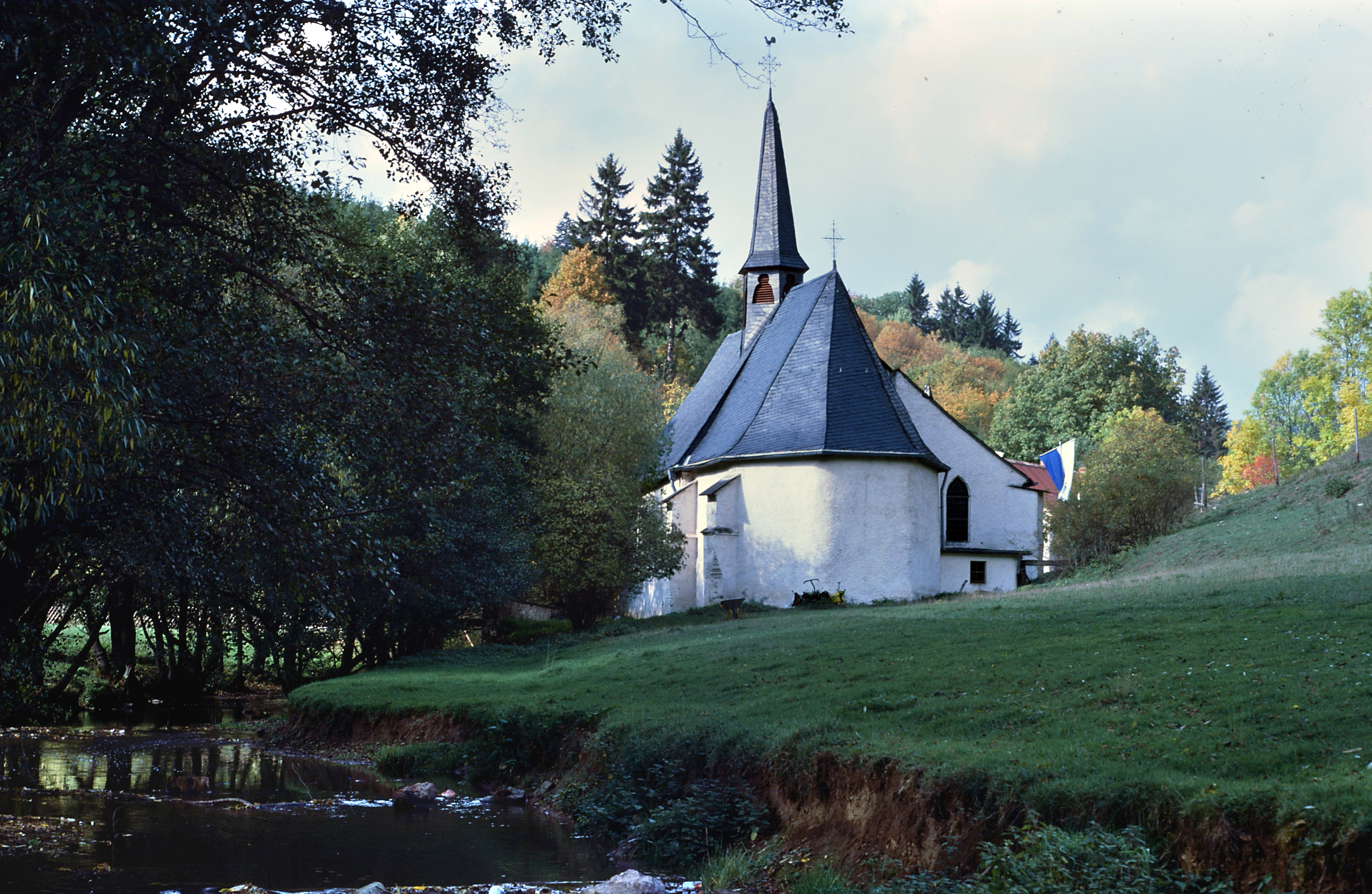
Blick von Südosten

Die Kapelle ist ein verputzter Bruchsteinbau, dessen ältester Teil der gotische Chor mit Fünfachtelabschluss um 1400 entstanden sein muss. Im 16. Jahrhundert wurde die Kapelle nach Norden um ein Seitenschiff erweitert. Das Langhaus mit leicht gerundeter Decke, das sich an den Chor anschließt, ist ein 5,80 Meter breites und in der Mitte etwa 11,20 Meter langes Trapez. Das Seitenschiff mit dem Eingang an der Westseite ist 3,70 Meter breit und etwa 10,60 Meter lang; es ist mit drei Kreuzgratgewölben überdeckt. Über beide Schiffe ist ein Satteldach mit einem spitzen Dachreiter gezogen.
Der Altar wurde 1655 geweiht. Die Mensa trägt einen Aufsatz aus Tuffstein mit Reliefs und Figuren. In der Predella ist die Verkündigung des Erzengels Gabriel an Maria dargestellt, darüber im ersten Teil des Aufbaus zwischen zwei gedrehten Säulen die Geburt Jesu beziehungsweise die Anbetung der Hirten, rechts daneben – so die oft zu lesende Deutung – der heilige Jodokus in Pilgerkleidung und mit Buch, links der heilige Quirinus. Einer anderen Quelle zufolge sind es der heilige Jakobus der Ältere, Patron der Pilger, und der heilige Leonhard, Patron der Bauern und des Viehs. Die Zone darüber zeigt die Anbetung der Könige, die heilige Katharina und die heilige Lucia oder die heilige Barbara. Den Abschluss im Giebel bildet der heilige Georg auf dem Pferd. Es wird angenommen, dass der Altar, ein Werk des frühen Barock, 1863 seine heutige farbige Fassung erhielt. Rechts neben dem Altar steht eine zweite, 87 Zentimeter hohe Figur des heiligen Jodokus, die aus dem 18. Jahrhundert stammen dürfte.
Eine Reliquie des heiligen Jodokus wurde im 14. Jahrhundert aus Saint-Josse-sur-mer in Frankreich von einem Grafen von Virneburg überführt. Sie befindet sich heute in der Pfarrkirche St. Quirinus in Langenfeld.